# Nordsjötjärnet, Värmland
Nordsjötjärnet är en sjö i Kils kommun i Värmland och ingår i Göta älvs huvudavrinningsområde. Sjön har en area på 0,138 kvadratkilometer och ligger 99,4 meter över havet.

## Delavrinningsområde
Nordsjötjärnet ingår i det delavrinningsområde (661569-134415) som SMHI kallar för Utloppet av Rinnen. Medelhöjden är 158 meter över havet och ytan är 55,24 kvadratkilometer. Det finns ett avrinningsområde uppströms, och räknas det in blir den ackumulerade arean 94,83 kvadratkilometer. Vitsandsälven (Vadälven) som avvattnar avrinningsområdet har biflödesordning 4, vilket innebär att vattnet flödar genom totalt 4 vattendrag innan det når havet efter 314 kilometer. Avrinningsområdet består mestadels av skog (71 procent). Avrinningsområdet har 5,18 kvadratkilometer vattenytor vilket ger det en sjöprocent på 9,4 procent.